# Tofsfotblomfluga
Tofsfotblomfluga (Platycheirus amplus) är en tvåvingeart som först beskrevs av Charles Howard Curran 1927.  Tofsfotblomfluga ingår i släktet fotblomflugor, och familjen blomflugor. Arten är reproducerande i Sverige. Inga underarter finns listade i Catalogue of Life.